# Josephine Saxton
Josephine Mary Howard Saxton (geboren am 11. Juni 1935 in Halifax, Yorkshire) ist eine britische Schriftstellerin, deren Werke sich oft im Grenzbereich von Science-Fiction und postmodernem, feministischem Mainstream bewegen.

## Leben
Saxton ist die Tochter des Zahnarztes Ernest Howard und von Clarice Lavinia, geborene Crowther. Sie besuchte die Clare Hall County Secondary School und studierte am Halifax College of Art and Craft. Danach arbeitete sie zeitweise als Lehrerin. 1958 heiratete sie den Künstler Geoffrey Banks, mit dem sie einen Sohn hat. Nach der Trennung von ihm heiratete sie 1962 Colin Saxton, ebenfalls Künstler, mit dem sie einen Sohn und eine Tochter hat. Die Ehe wurde 1983 geschieden. Saxton lebt in Warwickshire.
1965 erschien ihre erste Kurzgeschichte The Wall in der Novemberausgabe des Magazins Science Fantasy. Sie kann bereits als typisch für ihre Erzählungsform insgesamt gelten: Durch eine traumhafte, karge Landschaft verläuft eine Mauer. Für die Protagonisten, ein durch die Mauer getrenntes Liebespaar, ist die Mauer eher Abbildung des inneren Zustands als gegenständliches Hindernis, das Symbol einer unüberwindlichen die Geschlechter trennenden Barriere, trotz aller Details, mit denen Landschaft und Mauer beschrieben werden. Die Erzählung wurde mehrfach anthologisiert, unter anderem 1967 in Judith Merrills The Year's Best S-F und in The Penguin Book of Modern Fantasy by Women.
Ab 1969 veröffentlichte Saxton eine Reihe von Romanen, in denen es jeweils um Reisen geht. Auch hier wieder, so John Clute, „Geschichten, die im Ergebnis eher als Allegorien der seelischen Wandlung der Protagonisten denn als physische Reise zu lesen sind.“
In ihrem ersten Roman The Hieros Gamos of Sam and An Smith ist es wieder eine karge, wüste Landschaft, in der sie ihre isolierten Figuren auf einer inneren Suche bewegt, ähnlich auch die Reise von Jane Saint durch eine mit Verkörperungen feministischen Bewusstseins bevölkerte Traumlandschaft. Ihr bekanntestes Buch ist Queen of the States, das 1987 für den Arthur C. Clarke Award und den British SF Association Award nominiert wurde. Die Ambivalenz des Titels (er kann sowohl als „Königin der USA“ als auch als „Königin der (Bewusstseins-)Zustände“ gelesen werden) spiegelt die Ambivalenz des Inhalts: es bleibt unklar, was Innenwelt und was Außenwelt ist, ob Magdalen tatsächlich Königin der USA ist und ob sie tatsächlich von Aliens entführt und untersucht wird.
Paul Kincaid vermerkt die Leichtigkeit, mit der die Erzählungen Saxtons nacheinander der New Wave der 1970er und der feministischen SF der 1980er zugeordnet werden konnten, ohne dass Saxton sich hier irgendwie angepasst hätte. Eine weitere – aktuellere – Zuschreibung wäre die als Slipstream bezeichnete Form des postmodernen Romans, die Elemente der Science-Fiction und Phantastik aufnimmt, dabei aber eigene Ziele verfolgt und sich nicht an die Genre-Konventionen hält, allenfalls mit diesen spielt oder diese bricht. Eine klare Zuordnung ergibt sich allerdings durch die Form der Publikationen, hier finden sich ganz überwiegend SF-Magazine bzw. SF-Reihen.
Der Erfolg Saxtons bei Kritik und Lesern war letztlich trotz einiger Anerkennung weder durchschlagend noch nachhaltig. Ihr letzter Roman Queen of the States erschien 1986, danach noch einige Erzählungen. 1996 folgte dann noch Gardening Down a Rabbit Hole, in dem sie vom World Building der Science-Fiction abgewandt vom Bau der kleinen Welt ihres privaten Gartens erzählt.

## Bibliografie
Romane
- The Hieros Gamos of Sam and An Smith (1969)
- Vector for Seven (1970)
- Group Feast (1971)
- Queen of the States (1986)

Sammlungen
- The Power of Time (1985)
- Little Tours of Hell (1986)
- The Travails of Jane Saint and Other Stories (1986)
- The Consciousness Machine / Jane Saint and the Backlash: The Further Travails of Jane Saint (1989)

Jane Saint (Kurzgeschichtenserie)
- Jane Saint’s Travails (Part One) (1979)
  - Deutsch: Die Fahrten der Jane Saint. In: Jessica Salmonson (Hrsg.): Amazonen!. Bastei Lübbe (Bastei Lübbe Science Fiction Special #24023), 1981, ISBN 3-404-24023-5.
- The Travails of Jane Saint (1980)
- Jane Saint and the Backlash (1989)

Kurzgeschichten
- The Wall (1965)
- Ne Déjà Vu Pas (1967)
- Nothing Much To Relate (1967)
- Light On Cader (1968)
- The Consciousness Machine (1968, überarbeitete Fassung 1989)
- Dormant Soul (1969)
- The Triumphant Head (1970)
- The Power of Time (1971)
  - Deutsch: Die Macht der Zeit. In: James Gunn (Hrsg.): Von Ballard bis Stableford. Heyne (Bibliothek der Science Fiction Literatur #101), 2001, ISBN 3-453-17953-6.
- Nature Boy (1971)
- Heads Africa Tails America (1971)
- Living Wild (1971)
- Black Sabbatical (1971)
- Elouise and the Doctors of the Planet Pergamon (1972)
- In Memoriam, Jeannie (1974)
- Food and Love (1975)
- Lyserge of Anaglyptang (1975)
- Gordon’s Women (1976)
- Woe, Blight, and in Heaven, Laughs: a Grim Household Tale (1978)
- Alien Sensation (1978)
- To Market, to Market (1981)
- The Snake Who Had Read Chomsky (1981)
- No Coward Soul (1982)
- Lover from Beyond the Dawn of Time (1985)
- New Aesthetics (1985)
- Silence in Having Words: Purple (1985)
- Big Operation on Altair Three (1985)
- The Cup is the Wine (1986)
- A Little Tour of Hell (1986)
- Dinner at the Manse (1986)
- Falling in Love at Christmas (1986)
- First Day at Herradura (1986)
- Jackie Loves Food - True (1986)
- Oily Foreign Muck (1986)
- Souvenirs of Devon (1986)
- Spaghetti Halifax (1986)
- Tea and No Sympathy (1986)
- The Cure (1986)
- The Golden Mile (1986)
- The Rabbit Pie Man (1986)
- The Sea Urchin (1986)
- Virginia and Bread (1986)
- The Message (1986)
- The Pollyanna Enzyme (1986)
  - Deutsch: Das Pollyanna-Enzym. In: Herbert W. Franke (Hrsg.): SF international I. Goldmann (Goldmann Science Fiction #23345), 1980, ISBN 3-442-23345-3.
- The Interferences (1987)
- Too Late (1988)
- Getting Together (1988)
- The Emigration (1989)
- The Great Brain Legend (1990)
- The Ancestress (1990)
- A Strange Sort of Friend (1992)

Sachliteratur
- Gardening Down a Rabbit Hole (1996)